# Culée (pont)
Pour les articles homonymes, voir Culée.
La culée d'un pont est la partie située sur la rive destinée à supporter le poids d'un tablier à poutre ou la poussée de la voûte d'un pont en arc.

## Définitions

Schéma d'un pont à poutres droites.

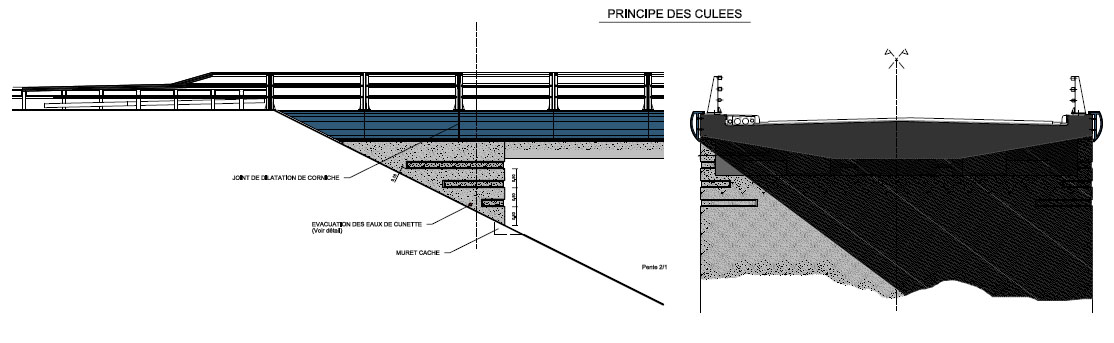
Description du principe des culées.

## Composants d’une culée
La culée peut être intégrée avec un chevêtre, incluant : colonnes de fondation, sommier en béton armé et dalle de transition.